# 石丸次郎

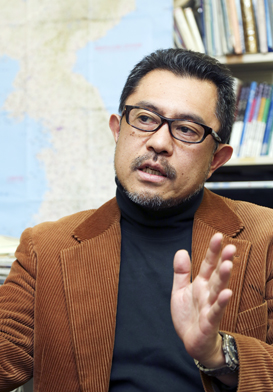
石丸次郎

石丸 次郎（いしまる じろう、1962年 - ）は、日本のビデオジャーナリスト。一般社団法人ラジオ・アクセス・フォーラム運営委員、パーソナリティ。大阪市出身。同志社大学文学部卒業。

## 略歴
北朝鮮問題に詳しいビデオジャーナリスト。アジアプレス・インターナショナル大阪事務所代表。一般社団法人ラジオ・アクセス・フォーラム運営委員。中朝国境の映像などを撮影し、多くの脱北者を取材する。
同志社大学文学部卒業後、韓国ソウルの延世大学などに2年半留学。在日朝鮮人問題、韓国の学生運動などを取材の後、93年に中国の朝鮮国境1300キロを踏破。北朝鮮取材は国内に3回、中朝国境地帯には1993年以来約100回。これまでに900人を超える北朝鮮人を取材している(アジアプレスのHPなどを参照)。
ビデオ取材に「北朝鮮難民の証言」（NHK『ETV特集』）「北から来た少女」(NHK・
ETV特集)、「北朝鮮ジャーナリスト、リ・ジュン特集」(日本テレビ)など。ほかに韓国KBS、英チャンネル4、独ARD、仏Canal＋などで北朝鮮現地ルポ。
「北朝鮮難民問題に光を当てる一連の報道」で、第40回 ギャラクシー賞・報道活動部門・優秀賞を受賞。
2008年に、北朝鮮内部のジャーナリストによる情報誌リムジンガンを創刊し、石丸は発行人と編集長という肩書きになっている。

## 著書
- 『北のサラムたち』（インフォバーン）
- 『北朝鮮難民』（講談社現代新書）
- 『北朝鮮からの脱出者たち』(講談社＋α文庫)

### 共著
- 『匿されしアジア』（風媒社）
- 『アジア大道曼荼羅』（現代書館）
- 『百人の在日コリアン』（三五館）

### 訳書
- 『涙で描いた祖国』（風媒社）

## 出演
- 情熱大陸（2013年12月22日、毎日放送）
- 大阪よし子の今夜、どっち系? (「大阪よし子」サポーターの声 2014-2015年、ラジオ関西)

## 論文
- CiNii収録論文 国立情報学研究所